# Simila
Simila (en griego Σιμύλλα o Σήμυλλα) era un puerto comercial de la costa oeste del Hindostán, en el distrito conocido como Ariaca (Ἀριακὰ Σαδινῶν Ariaká Sadinón). 
Seguramente estaba en Bassein, unos 50 km al norte de Bombay, o en sus inmediaciones.